# Pseudovanilla gracilis
Pseudovanilla gracilis là một loài thực vật có hoa trong họ Lan. Loài này được (Schltr.) Garay miêu tả khoa học đầu tiên năm 1986.